# Kirkcaldy
Kirkcaldy (wym. kɪrˈkɔːdi, gael. Cathair Challdainn, scots Kirkcaldy lub potocznie The Lang Toun) – miasto portowe we wschodniej Szkocji, największe miasto w hrabstwie Fife, położone na północnym wybrzeżu zatoki Firth of Forth (Morze Północne). W 2011 roku liczyło 49 709 mieszkańców.
Nazwa Kirkcaldy wywodzi się najprawdopodobniej od brytońskiego słowa cear (twierdza) i Culdee (twardy). Druga interpretacja, pochodząca od szkockiego kirk (kościół) i Zakonu Culdee, jest obecnie uznawana za mniej prawdopodobną.
Po raz pierwszy Kirkcaldy wymieniono podczas bitwy pod Raith w 596 roku.
W XI stuleciu król Malcolm III wykupił okoliczną ziemię i podarował ją mnichom z zakonu św. Trójcy, aby postawić na niej opactwo Dunfermline.
Z Kirkcaldy pochodzili Adam Smith oraz Sandford Fleming.
W mieście rozwinął się przemysł chemiczny, lniarski, meblarski oraz elektroniczny.

## Transport
- Stacja kolejowa Kirkcaldy

## Sport
- Fife Flyers – klub hokeja na lodzie

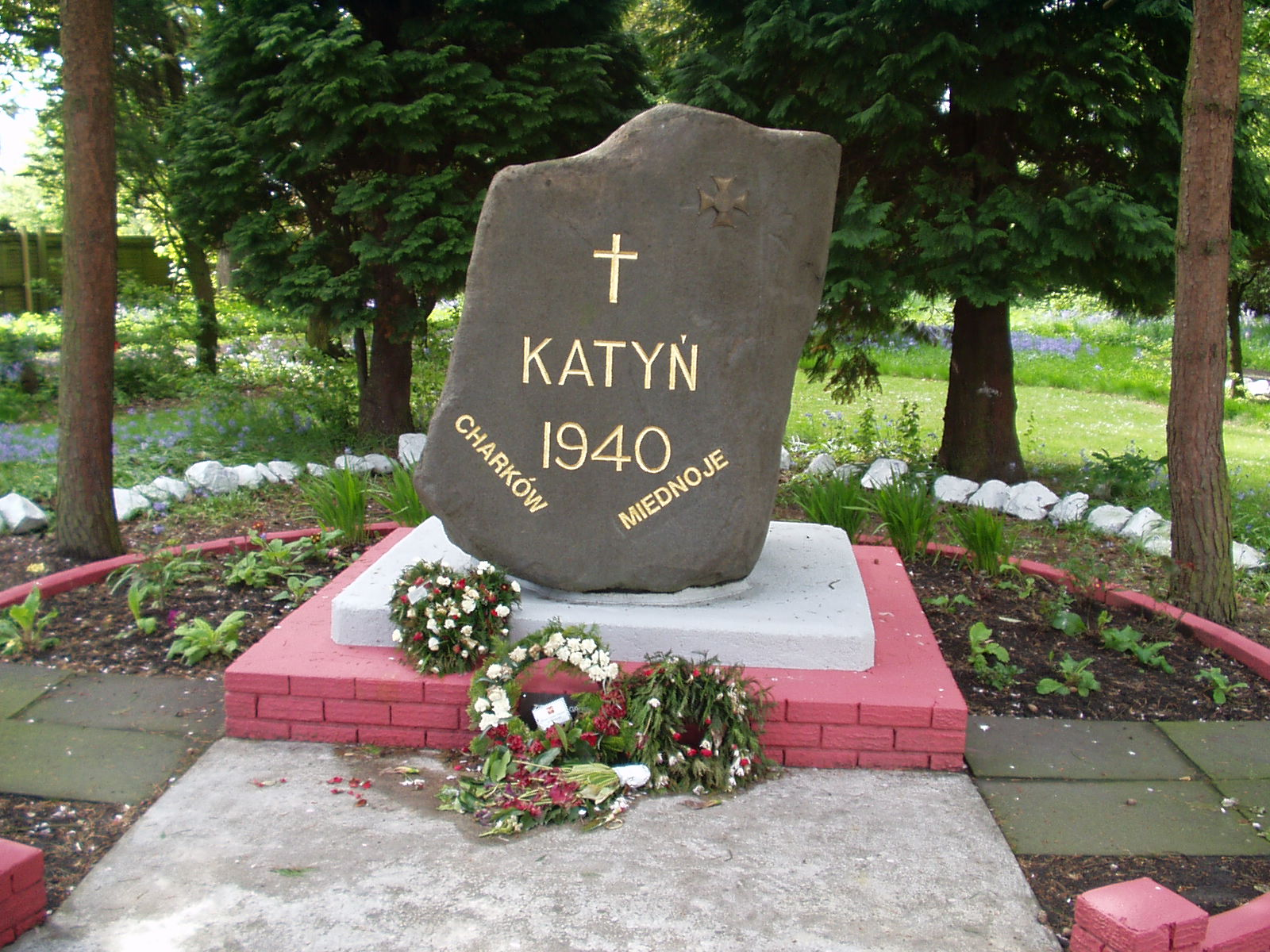
Pomnik "Ofiarom Katynia"
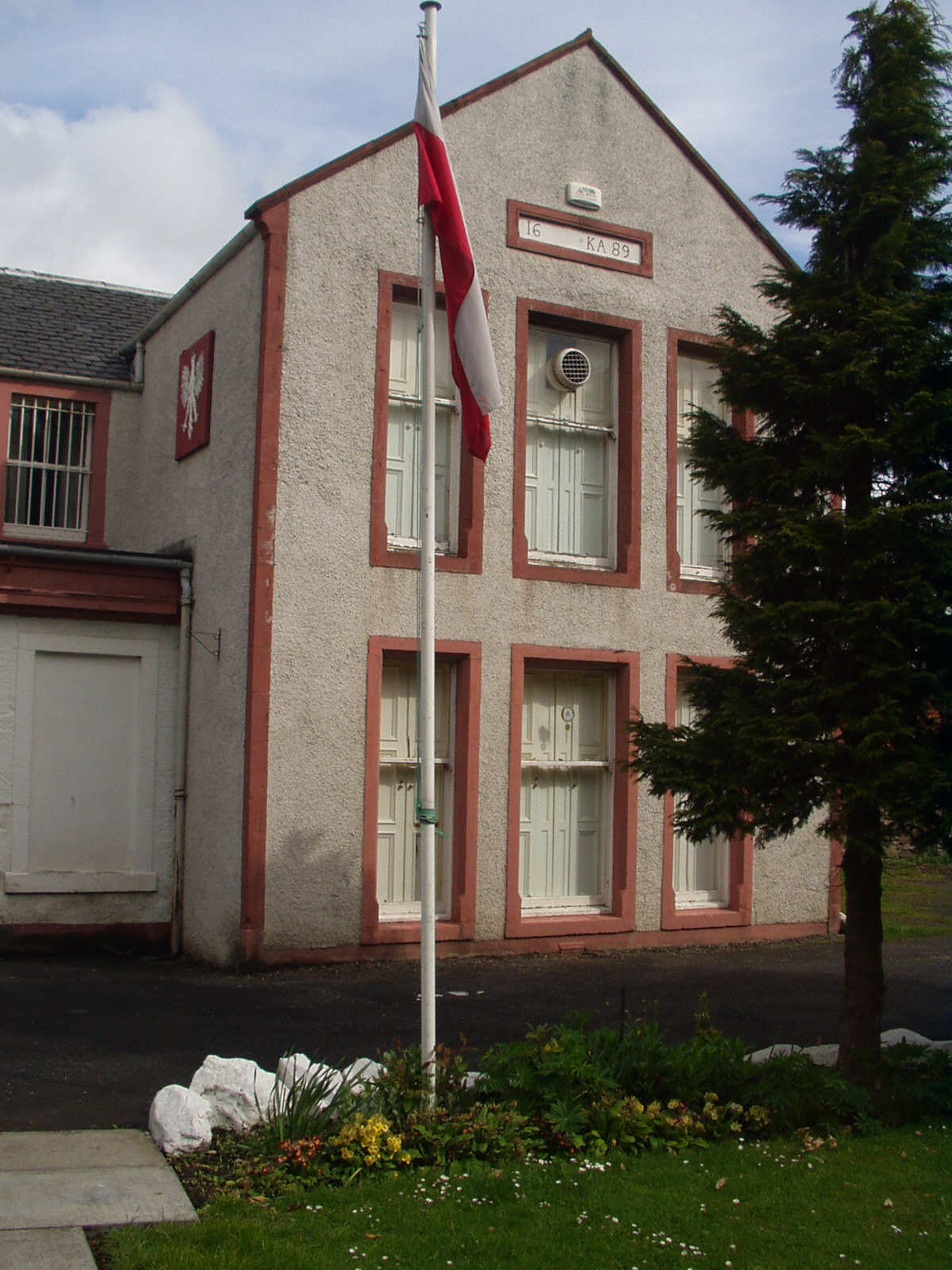
Dom Polski